# Іван Кожедуб (поїзд)
«Іван Кожедуб» — колишній нічний швидкий поїзд № 118/117 з фірмовою групою вагонів 2-го класу сполученням Суми — Москва, в останні роки існування курсував як окрема група вагонів безпересадкового сполучення. Назву отримав на честь радянського військовика Івана Кожедуба. Протяжність маршруту поїзда — 976 км.

## Історія
З 3 вересня 2011 року курсував як повноцінний пасажирський поїзд № 117/118 до станції Москва-Київська через станцію Брянськ-Орловський, проте через чотири роки, 13 грудня 2015 року був  скасований.
Натомість, з 13 грудня 2015 року поїзд курсував складом вагонів безпересадкового сполучення через станції Харків-Пасажирський, Бєлгород, Курськ і прибував на станцію Москву-Курську. До станції Харків-Пасажирський прямував з поїздом № 797/798 «Гетьман Сагайдачний», надалі з поїздом № 20/19 «Микола Конарєв» до Москви, зворотно — так само.
З 25 лютого 2019 року змінена періодичність курсування через день.
З 19 березня 2018 року поїзд остаточно скасований.

## Інформація про курсування
Поїзд «Іван Кожедуб» курсував цілий рік, через день. 
На маршруті руху здійснював 9 зупинок на проміжних станціях. 
Найтриваліші зупинки поїзда були на станціях Харків-Пасажирський та Бєлгород.

## Склад поїзда
На маршруті курсували два склади поїзда, які складалися з чотирьох пасажирських вагонів різного класу комфортності:
- 2 плацкартних;
- 2 купейних.